# Lijst van straten in Buren (gemeente)
Dit is een lijst van straten van plaatsen in de gemeente Buren en hun oorsprong/betekenis. De lijst is onderverdeeld in straten per kern:

## Lijst van straten inAsch
- Aalsdijk - Verbinding tussen Zoelmond en Buren.
- Achterstraat - Loopt parallel aan de Culemborgseweg.
- Buitenluststraat
- Culemborgseweg - N834, de doorgaande route van Culemborg naar Tiel.
- De Rit
- Dwarsstraat - Dwarsverbinding tussen de Kerkstraat en de Achterstraat.
- Groenestraat
- Haardijk - Oorspronkelijk het verlengde van de Zoelmondse Haardijk. leidt door het Assche veld.
- Kerkstraat - Leidt langs de kerk.
- Kerkpad
- Krupheulstraat
- Meentstraat
- Op de Akker - Leidt vanaf het dorp de akkers op.
- Polderstraat
- Veldweg - Parallelweg langs de Provincialeweg (N320)

## Lijst van straten in Beusichem
- Achterweg - evenwijdig aan de Smalriemseweg en Oranjestraat
- Beatrixlaan - Beatrix der Nederlanden
- Beijerdstraat - vormt de verbindingsweg tussen het dorp, het bedrijventerrein en de Provincialeweg. Op de hoek van de Beijerdstraat en de Smalriemseweg stond vroeger Den Beyerd, een gelagkamer en herberg. De weg komt aan zijn naam doordat hij bij Den Beyerd van de Smalriemseweg aftakte. Tegenwoordig vormt de Beijerdstraat de belangrijkste toegangsweg van Beusichem.
- Belvédèrelaan - boerderijnaam Belvédère
- Beneden Molenweg - vanaf de Markt evenwijdig aan de Molenweg lopend richting het zuidoosten
- Bernhardlaan - prins Bernhard van Lippe-Biesterfeld, gehuwd met koningin Juliana
- Beusichemse Broeksteeg - plaatselijk ook vaak kortweg Broeksteeg genoemd, is een belangrijke verbindingsweg tussen Beusichem en Geldermalsen. Het voorvoegsel Beusichemse is geplaatst om zo het verschil met de Zoelmondse Broeksteeg aan te duiden, die parallel aan deze weg ligt. Ook heette de huidige Rijksstraatweg (N833) ooit (Buur)malsense Broeksteeg. De maximumsnelheid is 60 km/h. Langs de weg ligt een grote waterplas. In deze waterpartij wordt zand gewonnen.
- Breedendamlaan - van de Beneden Molenweg overgaand in Hofplein
- Burgemeester de Bruynstraat - Hermanus Frederik Wilhelm de Bruijn, burgemeester van Beusichem tussen 1874-1879
- Burgemeester van Everdingenstraat - Huibert Gerrit van Everdingen, burgemeester tussen 1917-1943
- Burgemeester van Mourikstraat - Gerrit Cornelis van Mourik, burgemeester 1943-1944 en 1945-1965
- Burgemeester van Rijnberkstraat - Dirk Cornelis David van Rijnberk (1851-1855)
- Burgemeester Deysstraat - van de burgemeester Van Mourikstraat met een haakse bocht naar de burgemeester J. Bosschaartstraat
- Burgemeester Kuykstraat - Wouter François Kuijk, burgemeester van 1856-1874
- Christinalaan - Christina der Nederlanden
- Clauslaan - prins Claus von Amsberg
- De Bosjes - buurtschap De Bosjes
- De Heuvel - buurtschap De Heuvel. Straat verbindt de Beijerdstaat met de Ganssteeg
- De Kalveren - zijweg van de Smalriemseweg
- De Kerswerf - buitenplaats De Kerswerf
- De Keuning - aan de noordzijde van Beusichem. Verbindingsweg van de Smalriemseweg met de Sportveldstraat
- De Lagewaard - tussen Margrietlaan en de De Wielstraat
- De Wielstraat - wiel, ontstane plas na een dijkdoorbraak
- Einde - noordelijk deel van de Oranjestraat, sluit aan op de Lekdijk en de Veerweg. Vormt letterlijk het einde van het dorp.
- Esdoornstraat - esdoorn, boomsoort
- Ganssteeg - verbinding Engsteeg-Molenweg
- Ganzenhof - doodlopende zijweg van de Ganssteeg
- Hendriklaan - doodlopende zijweg van de Prins Bernhardlaan
- Hofplein - tussen Torenstraat en de De Wielstraat
- Irenelaan - Irene der Nederlanden
- J.Bosschaartstraat - oud-wethouder
- J.H.Knobboutstraat - oud-wethouder
- J.van Zantenstraat - Johannes van Zanten' (Culemborg, 1 juni 1911 – Apeldoorn, 2 december 1944 ) was een Nederlands verzetsstrijder  tijdens de Tweede Wereldoorlog. Zijn verzetsnaam was Van Buren.
- Julianalaan - Juliana der Nederlanden
- Klassenburgerstraat - doodlopende straat de Voorkoopstraat in noordoostelijke richting van de N320
- Lekdijk Oost - dijk langs rivier de Lek ten oosten van het Einde
- Lekdijk West - dijk langs rivier de Lek ten westen van het Einde
- Margrietlaan - Margriet der Nederlanden
- Markt - weg met plein in het centrum
- Molenkade - tussen Buren en Culemborg, parallel aan de Rijksstraatweg (N833) lopende weg aan het water De Meer.
- Molenpad - ten oosten van Beusichem, doodlopend zijpad van de Beneden Molenweg
- Molenweg - soms ook wel Boven Molenweg genoemd, is de weg die de dorpen Zoelmond en Beusichem verbindt. De straat dankt zijn naam aan de molen die aan deze weg heeft gestaan, maar die na de brand van 1917 is gesloopt in 1986. Het molenhuis (het huis dat naast de molen stond) bestaat nog wel. Parallel ligt de Beneden Molenweg. Lijnbusroutes 46 (Nieuwegein-Tiel) en 641 (Culemborg-Eck en Wiel) lopen via de Molenweg. Ter hoogte van het molenhuis is een bushalte.
- Nieuwstraat - loopt met een haakse bocht van de Zoetlandselaan naar de Sportveldstraat
- Oranjestraat - De straat ligt in het verlengde van de straat Einde en sluit in het zuidoosten aan op de Markt. Ter hoogte van de Zoetzandselaan zit een knik in de straat. Zijstraten aan de noordzijde zijn verder de Esdoornstraat, Achterweg, Condessahof, Nieuwstraat en de Oranjehof. Aan de zuidzijde is verbinding met de Markt.
- Pieterssteeg - gebogen weg aan de oostkant van de Beijerdstraat; Verbindingsweg van De Heuvel met de Burgemeester van Mourikstraat
- Provincialeweg - N320 ten zuiden van Beusichem, van Culemborg naar Kesteren
- Rijsbosch - tussen de Kerswerf en de Beijerdstraat. Oude naam van het gebied ten westen van Beusichem waarin deze straat ligt.
- Ringelpoel - tussen Rijsbosch en Speulmanweg
- Slotstraat - tussen Hofplein en Beneden Molenweg
- Smalriemseweg - een van de langste straten in het dorp en gedeeltelijk een belangrijke verbindingsweg. De weg begint op de Markt en loopt via de zuidkant van Beusichem richting de Weidsteeg. Na het verlaten van de bebouwde kom vormt de weg een wat smaller veldweggetje dat parallel aan de Lekdijk West loopt. Dit deel van de weg wordt veel gebruikt door fietsers. De straat dankt zijn naam waarschijnlijk aan het Huis Smalriem, wat aan deze weg gestaan zou hebben. Het laatste deel van de Smalriemseweg (de laatste 625 meter voor de Weidsteeg) was ooit Beusichems grondgebied, maar na veranderingen van de gemeentegrenzen van de toenmalige gemeenten Beusichem en Culemborg is dit deel in Culemborgs beheer gekomen. Deze gemeente heeft om onbekende reden besloten de naam van de straat te wijzigen in Oude Asche Weg of Oude A'se Weg. De herkomst van deze naam kent verschillende theorieën. De meest waarschijnlijke is dat vlak bij deze weg het riviertje de Oude Aa heeft gelopen. Na deze naamwijziging werd de nieuwe straatnaam aan elkaar geschreven, zodat de huidige naam Oudaseweg ontstond.
- Speulmanweg - een speulman is een muzikant
- Sportveldstraat - genoemd naar de sportvelden aan de noordzijde van Beusichem
- Teun Beynenstraat - Toon, ook wel Teun Beynen, Olympisch kampioen roeien en plaatselijke verzetsheld.
- Torenstraat - van Zoetzandselaan met een bocht naar de Sportveldstraat
- Veerweg - ligt geheel buiten de bebouwde kom. De weg vormt de ontsluiting van het dorp met plaatsen aan de overzijde van de Lek, zoals Wijk bij Duurstede, 't Goy en Houten. Deze ontsluiting is mogelijk door de hier aanwezige veerpont. Deze vaart zeven dagen per week tussen 6.30 en 22.30 uur. Aan de Veerweg staan verschillende woningen, ook zijn er een camping en een jachthaven aan deze straat te vinden. Nabij de veerstoep van het Beusichemse Veer staat het Veerhuys, waar vroeger een jeugdherberg en tegenwoordig een restaurant in gevestigd is. Traditiegetrouw is de Veerweg de derde zaterdag van november het decor van de intocht van Sinterklaas in Beusichem. De Sint en zijn pieten worden door velen opgewacht bij de Lek, vanwaar zij in de richting van dorpshuis 't Zoetzand lopen. Deze tocht van ruim anderhalve kilometer wordt jaarlijks gemaakt door een lange stoet mensen die Sinterklaas een warm hart toedragen en is zo langzamerhand tot een van de tradities van Beusichem gaan behoren.
- Versendael - boerderij Versendael
- Voorkoopstraat - ten zuiden van de N320 lopende straat richting Culemborg. Gelegen in het Beusichemse Veld of Ter Weijde. In het gebied ligt ook een Middelcoopstraat.
- Vroonland - vroonland was in de Middeleeuwen een deel van een landgoed. Het kleinere deel werd hoeveland genoemd. Vroonland bestond voor het grootste deel uit woeste gronden als bos en hei.
- Wilhelminalaan - Wilhelmina der Nederlanden
- Willem Alexanderplein - koning Willem Alexander der Nederlanden
- Zoetzandselaan - zoetzand is door een rivier afgezet rivierzand, ter onderscheid van zoutzand. Dorpshuis 't Zoetzand is ernaar genoemd.
- Zwaluwweg - in 2015 is een gedeelte van de Klassenburgerstraat hernoemd in Zwaluwweg. Het gaat om het gedeelte dat ten zuiden van Provincialeweg N320 ligt

## Lijst van straten inBuren
- Aalsdijk - De Aalsdijk langs de rivier de Korne (rivier) dateert uit de late Middeleeuwen en is aangelegd om de dorpsgebieden van Asch en Buren te beschermen voor wateroverlast uit het lager gelegen gebied aan de noorden en oostzijde.
- Aalswijksestraat - Aalswijk, langs rivier De Korne
- Achtmorgenstraat - acht morgens als veldmaat
- Akkerstraat - akker om graan te verbouwen
- Anna van Burenstraat - Anna van Buren
- Appelgaard - boomgaard met appels
- Bastion - bastion ter verdediging van de stad
- Beatrixstraat - koningin Beatrix der Nederlanden
- Bergstraat - verbinding Kornewal en Peperstraat
- Bernhardlaan - Bernhard van Lippe-Biesterfeld
- Binnenkoppel - doodlopende zijweg van de Kasteellaan
- Broderieperk - Parterre de broderie; plantsoen aan de noordwestzijde van Buren waar de Kasteellaan omheen loopt
- Bronkhorsttoren - het woonkasteel Buren had vier torens: Cueckentoren, Bronkhorst, Sel en Graventoren. Allard V van Buren huwde met Elisabeth van Bronckhorst, dochter van Gijsbert V van Bronckhorst (circa 1316-1356) en Catharina van Leefdael.
- Buitenbuurt - zijweg van de Korndewal
- Buitenhuizenpoort - zijstraat van de N834. Deze straat ligt buiten de enig overgebleven Burense stadspoort: de Culemborgse- of Huizenpoort.
- Buitenkoppel - doodlopende zijweg van de Kasteellaan
- Burensedijk - ter bescherming van de hoge gronden van Erichem, Kerk-Avezaath en Zoelen.
- Commanderij - woonhuis van de commandeur van Buren
- Cueckentoren - het woonkasteel Buren had vier torens: Cueckentoren, Bronkhorst, Sel en Graventoren
- Culemborgseweg - weg richting Culemborg
- De Bijen - verbinding tussen de Graafschapstraat en de Erichemsekade
- Dreef - door het dorp lopende N834 tussen Tiel en Culemborg. Overblijfsel van de omgrenzing van het vroegere kasteelterrein.
- Elstar - appelsoort elstar
- Erichemsekade - Dijk langs de Korne, beschermt het dorpErichem voor overstromingsgevaar
- Erichemseweg - richting Erichem
- Francoise de Lanoistraat - Françoise de Lannoy, (1513 - 1562) was de moeder van Anna van Egmont, de eerste vrouw van Willem van Oranje.
- Galderie - doodlopende zijweg van de Kasteellaan
- Gasthuisstraat - tussen de Weeshuisstraat en de Peperstraat waaraan het vroegere gasthuis van Buren stond
- Graafschapsstraat - genoemd naar het Graafschap Buren
- Graventoren - het woonkasteel Buren had vier torens: Cueckentoren, Bronkhorst, Sel en Graventoren
- Goudrenet - appelsoort goudreinet
- Haagse Uitweg - pad van de Kornedijk naar De Toeren in het noorden van Buren
- Hennisdijk - verbindingsweg van de Kornedijk met de Nieuwe Brug (Culemborg)
- Herenstraat - weg tussen Rodeheldenstraat en Zoetendaal
- Hofkampseweg - verbindt de Hennisdijk met de Culemborgseweg
- Hulsterstraat - in het zuiden van Buren lopende weg langs het Grootveld. De straat verbindt de Erichemsekade en de Erichemseweg
- Irenestraat - prinses Irene der Nederlanden
- Jan van Nassauplein - Jan V van Nassau-Dillenburg
- Jonagold - appelsoort jonagold
- Julianalaan - Juliana der Nederlanden
- Kasteellaan - rond het Broderieperk lopende straat met vele doodlopende zijstraatjes
- Kazemat - kazemat; doodlopende zijweg van de Kasteellaan
- Kerkstraat - tussen Gasthuisstraat en de Herenstraat
- Kniphoek - zijstraat van de Kornewal
- Koningin Emmastraat - Emma van Waldeck-Pyrmont
- Koningin Wilhelminalaan - Wilhelmina der Nederlanden
- Koornbroeksteeg - oost van de riviertje Korne (rivier)
- Kornedijk - langs het riviertje de Korne (rivier)
- Kornewal - wal van het riviertje de Korne, verbindt de Blatumsedijk met de Avezaathsteeg
- Lange Hofstedestraat - van de Hulsterstraat in het zuiden naar noordelijker gelegen rotonde in de Erichemseweg-Graafschapstraat
- Margrietstraat - Margriet der Nederlanden
- Maria van Oranjestraat - Maria van Nassau (1556-1616), tweede dochter van Willem van Oranje en Anna van Buren
- Marijkelaan - prinses Christina werd ook wel Marijke genoemd
- Maximiliaan van Egmondstraat - Maximiliaan van Egmond
- Molenwal - loopt aan de oostzijde van Buren van de Achter Bonenburg en sluit met een bocht aan op de Commanderij
- Nachtegaalstraat - nachtegaal
- Nederburcht - doodlopende zijweg van de Kasteellaan
- Oeverhuys - doodlopende zijweg van de Kasteellaan
- Onderdreef - loopt vanuit de Buitenhuizerpoort evenwijdig aan de Dreef
- Oude Tielseweg - richting Tiel
- Prins Willem van Oranjestraat - Willem van Oranje
- Peperstraat - vanaf de Voorstraat naar het riviertje De Korne in het zuiden
- Prins Frederik Hendrikstraat - Frederik Hendrik van Oranje
- Prins Willem Alexanderstraat - Willem Alexander der Nederlanden
- Prins Mauritsstraat - via prins Maurits kwam kasteel Buren aan prins Frederik Hendrik.
- Ridder Alartlaan - Allard V van Buren (ook Alard of Allart) (ca. 1336- ca. 1408) was een ridder en heer van Buren en Beusichem. Hij verleende in 1395 de stad Buren haar stadsrechten.
- Ringmuur - Een ringmuur of omsluitingsmuur is een weermuur die een kasteel of een vergelijkbaar verdedigingswerk ringvormig omsluit
- Rodeheldenstraat - verbindt de Kornewal met de Voorstraat
- Rondeel - rondeel (vesting); doodlopende zijweg van de Kasteellaan
- Sel - het woonkasteel Buren had vier torens: Cueckentoren, Bronkhorst, Sel en Graventoren
- Tielseweg - richting Tiel
- Voorburcht - voorburcht van kasteel Buren
- Voorstraat - tussen Buitenhuizerpoort en Peperstraat
- Weeshuisstraat - weeshuis van Buren
- Weeshuiswal - weeshuis van Buren
- Willem van Oranjestraat - Willem van Oranje
- Zoetendaal - in het verlengde van de Herenstraat liggend en aansluitend op de Commanderij

## Lijst van straten inBuurmalsen
- Bulksteeg
- Hoge Maatsteeg
- Kornedijk - Dijk langs de Korne.
- Lage Maatsteeg
- Nieuwe Steeg

## Lijst van straten inErichem
- Binnenstraat - Ligt parallel aan de Erichemseweg, in feite aan de binnenkant hiervan.
- Burensedijk
- Burensewal
- Erichemsekade - Dijk langs de Korne om Erichem te beschermen tegen overstromingen.
- Erichemsewal - Oude oeverwal om het dorp Erichem.
- Erichemseweg - Hoofdweg door het dorp.
- Geldenakker
- Hoge Kornseweg - Ook wel Hoge Kornstraat genoemd.
- Lutterveld - buurtschap Lutterveld.
- Meent
- Meentstraat - Kruist de Meent.
- Mierlingsestraat
- Opstalstraat

## Lijst van straten inKapel-Avezaath
- Burensestraat - Verbinding tussen Kapel-Avezaath en Buren.
- Laageinde - Vormt het letterlijke einde van het dorp. Is doorsneden door de A15.
- Lingesteeg - Verbinding richting de Linge.
- Nieuwlandsesteeg
- Roodakker
- Twee Sluizen

## Lijst van straten inKerk-Avezaath
- Achterstraat - evenwijdig aan de westkant van de Dorpsstraat
- Bisschop Notgerstraat - de kerk van Avezaath werd op 4 juni 1007 door bisschop Notger van Luik geschonken aan de benedictijner abdij van Thorn.
- Burensedijk - weg richting Buren
- Cellendonklaan - huize Cellendonk, een oude hofstede[1]
- Dalenburg - zijstraat van de Mr. R.J. van Beekhoffstraat

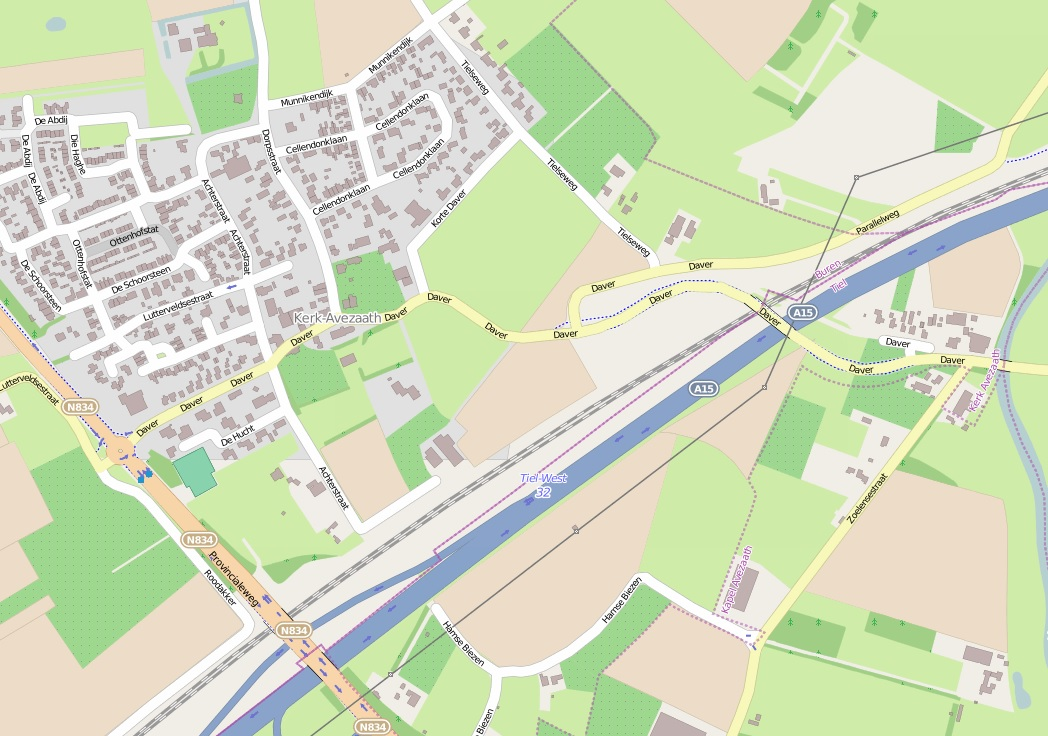
De Daver

- Daver - van de provinciale weg N834 in oostelijke richting. Met een viaduct over de spoorlijn en de Rijksweg 15 richting Culemborg. De naam is afgeleid van het vroegere riviertje de Daver. De straat met een lengte van 1,39 kilometer lengte is een van de hoofdaders van het transportnetwerk binnen Kerk-Avezaath en delen van Zoelen (een naburig dorp). De driesprong Daver/Dorpsstraat ligt centraal in Kerk-Avezaath. Daar omheen staan beeldbepalende panden, waaronder de kerk. De weg wordt gekruist door de Achterstraat. De Daver loopt van de rotonde met de Provinciale Weg, langs het kerkje 'De Sint-Lambertus'. De geasfalteerde straat splitst zich voor het viaduct naar Tiel in twee straten: een naar Zoelen, een over de A15 naar Tiel. Een zijstraat is de Korte Daver waaraan ook het schooltje in Kerk-Avezaath ligt: de De Daverhof.
- De Abdij - De abdij van Thorn werd rond 975 gesticht als benedictinessenklooster
- De Hucht - een hucht is een verhoogde woonplaats die ook wel terp, of woerd werd genoemd.[2]
- De Schoorsteen - verbinding tussen de Achterstraat en de Teisterbantstraat
- Die Haghe - begin vijftiende eeuw werd Otto van Zoelen beleend met hofstad Die Haghe.
- Dorpsstraat - loopt vanaf de Daver in noordelijke richting en gaat buiten het dorp over in de Woerdsestraat
- Kamphofstraat - verbindt de Cellendonklaan met de Munnikendijk
- Korte Daver - van de Daver naar de oostelijk van het dorp lopende Tielseweg
- Korte Dorpsstraat - in het verlengde van de Lutterveldsestraat, verwijzing naar de schoorsteen van de steenfabriek
- Lutterveldsestraat - naar de buurtschap Lutterveld
- Mej. Verbrughhof - hofje aan de zuidzijde van De Schoorsteen
- Molensteeg - naar de molen tussen Kerk-Avezaath en Zoelen
- Mr. R.J. van Beekhoffstraat - tot 1972 burgemeester van Zoelen
- Munnikendijk - van de Dorpsstraat naar de Tielseweg
- Noordereind - aan de noordzijde van Kerk-Avezaath, verbinding met de Burensedijk
- Ottenhofstat - verbindt De Schoorsteen met de Teisterbantstraat
- Schiltmanshof - hofje aan de meester R.J. van Beekhoffstraat
- Steenakkerstraat - verwijzing naar de steenfabrieken in de omgeving
- Teisterbantstraat - Middeleeuwse gouw met het Huis Teisterbant
- Thornstraat - abdij van Thorn
- Tielseweg - richting Tiel
- Woerd - een woerd is een verhoogde woonplaats die ook wel terp, of hucht werd genoemd.[2]
- Woerdsestraat - een woerd is een verhoogde woonplaats die ook wel terp, of hucht genoemd

## Lijst van straten inLienden
- Achterstraat - ten zuiden van de Voorstraat, 'achter de Voorstraat'
- Adelahof - Adela van Hamaland (door sommigen ook wel Adela van Renkum genoemd) (ca. 950 - Keulen, ca. 1025?) was de oudste dochter van graaf Wichman II van Hamaland en Liutgard van Vlaanderen. Zij verzette zich langdurig en met succes tegen de mate waarin haar vader het Stift Elten met zijn erfgoed had bedacht.
- Adelsweg - verbindt de Vogelenzangweg met de Wichmanlaan
- Aelbert Cuyphof - A(e)lbert Jacobszoon Cuyp (Dordrecht, oktober 1620 - aldaar begraven op 15 november 1691) was een Nederlands kunstschilder uit een vermaard Dordts kunstenaarsgeslacht. Hij is bekend om zijn marines.
- Agneshof - Agnes van Horne, abdis van Keyserbosch. Jongste dochter van Willem IV van Horne
- Appelgaard - boomgaard met appels
- Balferenseweg - Van Balveren is een oud, Gelders geslacht dat in 1814 tot de (moderne) Nederlandse adel ging behoren en in 1944 uitstierf.
- Baron van Brakellweg - Van Brakell (ook: van Brakell tot den Brakell en: Van Brakell van Wadenoyen en Doorwerth) is de naam van een oud Gelders adellijk geslacht.
- Baron van Tillweg - Van Till is de naam van een Nederlands adellijke familie uit de buurt van Kleef, waar het dorp Till ligt. Het dorp ligt nu op Duits grondgebied.
- Batouwse Singel - De Batau, ook Ten Baan of De Baten, was een ridderhofstad; doodlopende weg richting het Lingemeer
- Beemdsestraat - beemden zijn graslandpercelen in een beekdal, soms ook gespeld als bempt, bempd, bampd
- Betuwe Singel - doodlopende weg richting het Lingemeer in de Betuwe
- Blommeland - bloemenland
- Bontemorgen - Bontemorgen, een buurtschap ten noorden van Lienden, dicht bij de rivier de Nederrijn.
- Brinkstraat - brink, een (gras)plein
- Buisjesstraat - zijstraat van Het Eindtoe; gaat via de Nagraaf uit op De Voorzorg
- Burg Houtkoperweg - Hermanus Houtkoper (1915-1985), burgemeester van Lienden
- Burgemeester Voslaan - mr. Johannes Gerardus Rijk Vos, burgemeester van Lienden (1954-1966)
- De Hofstede - zijstraat van de Vogelenzangseweg. De weg bestaat uit meerdere delen die ontsluiting bieden op de N320 aan de zuidzijde en de Adelsweg in het noorden
- De Nagraaf - zijstraat van de Voorzorg, gaat via de Buisjesstraat naar Het Eindtoe
- De Voorzorg - tussen Het Eindtoe en de oudsmidsestraat. Een zijstraat is De Nagraaf aan de westzijde
- Doctor van Noortstraat - gaat aan de westzijde over in de Voorstraat, aan de oostzijde in de Oudsmidsestraat
- Dorpsstraat - van de Kerkstraat aan de noordzijde in zuidelijke richting aansluitend op de Oudsmidseweg. Zijwegen zijn Het Eindtoe en de Vincent van Goghstraat
- Drosseweg - vanaf de Marsdijk langs de plassen aansluitend op de Remsestraat
- Echteldse Singel - richting Echteld
- Gelderse Singel - doodlopende weg richting het Lingemeer
- Gildeland - bezitting van het gilde
- Groenestraat - in noordwestelijke richting van Ingen
- Heessepad - van het Marktplein naar de Beemdsestraat
- Het Binnen - van de Oudsmidsestraat in zuidoostelijke richting tot de Burgemeester Houtkoperweg.
- Het Eindtoe - zijweg van de Dorpsstraat, doodlopend naar de Rijndijk
- Hogebrinksestraat - in het verlengde van de Brinkstraat naar het noorden voerend
- Hogeweg - in het verlengde van de Remseweg naar het oosten, richting N320
- Hoogmeien - Hoogmeien is een buurtschap ten zuiden van Lienden.
- J van der Leeweg - zijstraat van Het Binnen, in zuidelijke richting uitkomend op de burgemeester Voslaan
- Jan Steenstraat - Jan Steen, schilder
- Jan van Gooyenhof - Jan van Goyen, schilder
- Kerkstraat - in het oosten aansluitend op het Kerkplein
- Kermenstein - Kasteel Kermestein was een adellijk kasteel met dubbele grachten nabij Lienden, behorend tot de gemeente Buren[3].
- Kersengaard - boomgaard met kersenbomen
- Koningin Beatrixplein - Beatrix der Nederlanden
- Koningin Julianastraat - Juliana der Nederlanden
- Laan van Nieuw Meerten - polder Meerten
- Langewei - ten noorden van Lienden in het gebied Bontemorgen
- Liendense Singel - doodlopende weg richting het Lingemeer
- Lienderveldsestraat - het Lienderveld ligt ten westen van Lienden
- Linge Singel - riviertje de Linge (rivier)
- Louisa Annahof - Louisa Anna van Waldeck- Piermont
- Marktplein - met de zijwegen Haagsestraat, Brinkstraat, Waterstraat en Hessepad
- Marsdijk - langs de Nederrijn in het gebied De Mars
- Meertenwei - Meerten is een buurtschap in de Nederlandse gemeente Buren, ten zuiden van Lienden.
- Middenweg - zijstraat van de Brinkstraat met een haakse bocht naar de Groenestraat
- Molenpad - molen De Zwaan (Lienden)
- Molenstraat - molen De Zwaan (Lienden)
- Oudsmidsestraat - vanuit de Dorpsstraat naar het zuidoosten lopend naar de Burgemeester Houtkoperweg richting de Rijndijk
- Panderweg - Pier Pander, Nederlands beeldhouwer en ontwerper van medailles.(?)
- Papestraat - hieraan staat de hervormde Mariakerk
- Parallelweg Oost -
- Paulus Potterhof - Paulus Potter, schilder
- Perengaard - boomgaard met peren
- Pieter Breughelstraat - Pieter Brueghel de Oude, schilder
- Provincialeweg - N320
- Rembrandt van Rijnstraat - Rembrandt van Rijn, schilder
- Remsestraat - van het noordoosten van Lienden door het gebied De Mars naar de Marsdijk bij de Nederrijn
- Rhenenseweg - richting Rhenen
- Rijndijk - langs de rivier de Rijn
- Ruijsdaelstraat - Jacob Ruysdael, schilder
- Schaapsteeg - ten zuiden van de N320 in het gebied Leutes
- Schoolstraat - verbindt de Papestraat met Het Eindtoe
- Thijssenstraat - Theo Thijssen
- Tollenburglaan - kasteel Tollenburg, oorspronkelijk Dollenburg, was een kasteel in De Mars in de gemeente Buren in de Gelderse Betuwe.
- Veldstraat - verbinding van de Houtkoperweg richting de Linge
- Verbrughweg - Albertus Verbrugh Az. (Lienden, 30 april 1807 - aldaar, 24 mei 1887) was een Nederlands lokaal bestuurder.
- Verschoorweg - familie die het huis Tollenburg bewoonde

## Lijst van straten inMaurik
- Achthontstraat - op een stuk grond ter grootte van acht hont (= 800 roeden)
- Bellefleurhof - appelras Bellefleur
- Bloemeehof - appelras zoete bloemee
- Breedslagseweg - zuidoost van Maurik; verbindt de Mauriksestraat met de N835
- Buitenweg - aan de noordzijde van Maurik, richting de Rijndijk in het noordoosten
- De Heuvel - naam voor de N229 naar Rijswijk
- De Woerd - een woerd is een verhoogde woonplaats die ook wel terp, of hucht genoemd
- Dijkhof - aan de noordzijde, richting de Rijnbandijk
- Dorpsplein - aan de Kerkweg tussen Raadhuisstraat en Prinses Marijkelaan
- Dries - verbindt de Rijnbandijk met de Prinses Marijkelaan
- Eendrachtstraat - schip de Eendracht III van papierfabriek Van Gelder & Zn. uit Renkum ging in de Tweede Wereldoorlog bij een bombardement ten onder.[4]
- Engelshof - van de Tielsestraat naar het Merenriet
- Esdoornstraat - esdoorn (geslacht), loofboom
- Essenbos - es (plant), boomsoort
- Flamingostraat - flamingo
- Garststraat - van de Kapelstraat naar de noordwestelijk gelegen Rijnbandijk
- Goudenregenstraat - goudenregen
- Gravensteinerhof - appelras gravensteiner
- Gruttostraat - grutto, weidevogel
- Haagweg - tussen Tielsestraat en Zwarte Paard
- Hometsestraat - Homoet is een dorpje in de provincie Gelderland, in de streek Betuwe, gemeente Overbetuwe.
- Hooge Waard - Een waard (landschap) (of weerd) is een oude naam voor vlak land in een rivierengebied. Waarden zijn ontstaan onder invloed van, en geheel of gedeeltelijk omgeven door rivieren. De waarden worden tegen deze waterlopen beschermd door rivierdijken. Dit in tegenstelling tot uiterwaarden, die buitendijks aan de rivier liggen.
- Hornixveldweg - Hoornix, ook Hoornik, is een bijvorm van "hoorn", in de betekenis "hoek".
- Ibisstraat - ibis, oost-west lopend van  naar Valentijnstraat naar Gruttostraat
- Jan E Penraadstraat - Jan Evert Penraad was vanaf 1891 wethouder van Maurik
- Jonathanhof - appelras jonathan
- Kapelstraat - aan de westzijde richting de N320
- Kerkplein - met de hervormde kerk aan de Raadhuisstraat
- Kerkweg - verbindt het Kerkplein met de noordoost lopende Buitenweg
- Kievitshof - kievit, weidevogel
- Koningszuurhof - koningszuur of Engelse bellefleur is een oud-Betuws appelras
- Kwelkade - zijweg van de J.E. Penraadstraat
- Lemoenappelhof - appelras lemoenappel
- Lepelaarstraat - lepelaar, vogelsoort
- Lijsterbesstraat - lijsterbes
- Lindelaan - linde (geslacht), loofboom
- Mantethof - appelras Roda mantet (Malus domestica 'Roda Mantet'). Wit-roze bloeiende appelboom.
- Mauriksestraat - richting de zuidoostelijke N835
- Meerboomweg - zijstraat N320
- Meertenshof - hofje aan de Engelshof
- Meidoornstraat - meidoorn
- Mentestraat - boerderij De Mente
- Merenriet - van de Tielsestraat naar de noordoost gelegen Valentijnstraat
- Molenstraat - van de Buitenweg naar de rijnbandijk
- Nieuwstraat - in het verlengde van de Kerkweg, zijweg van de Prinses Wilhelminastraat
- Notarisappelhof - notarisappel, appelsoort
- Overwijker Maat - hofje aan de J.E. Penraadstraat
- Parkstraat - in het westelijk verlengde van de Van de Geerstraat, in het westen overgaand in De Woerd
- Pippelinghof - appelras pippeling
- Prinses Marijkelaan - prinses Christina der Nederlanden werd ook prinses Marijke genoemd
- Prinses Wilhelminastraat - Wilhelmina der Nederlanden
- Provincialeweg - N320
- Prunuslaan - prunus
- Raadhuisstraat - met het vroegere gemeentehuis
- Rechtopweg - verbindt de N320 met de Oostertiendweg ten zuiden van Maurik
- Regina Kok Hofje - rondlopende zijstraat van de Marijkelaan
- Reigerstraat - reiger, vogelsoort
- Reinettehof - appelras reinet
- Rijnbandijk - De winterdijk of bandijk is de dijk langs een rivier die bij hoge afvoeren overstroming van omliggende gebieden voorkomt en de rivier in het stroomprofiel houdt, in dit geval de Rijn.
- Rijnstraat - rivier de Rijn
- Saffatinstraat - ridder Saffatin van Mauderick, geboren omstreeks 1240, bouwde de burcht van Maurik in 1272. Hij trok in 1288 met de graaf van Gelre ten strijde en sneuvelde waarschijnlijk in de Slag bij Woeringen.
- Sterappelhof - sterappel (appelras)
- Tielsestraat - richting Tiel
- Uiverstraat - uiver, vogelsoort
- Valentijnstraat - verzorgingshuis De Valentijn
- Van de Geerstraat - landgoed De Geer
- Wal - weg ten zuidwesten van Maurik, langs het water naar de N320
- Wulpstraat - wulp, vogelsoort
- Zeeg - zeeg; van de Westkanaalweg naar het water de Maurikse Wetering

## Lijst van straten inOmmeren
- Achterstraat - verbindt de Ommerenveldseweg met de Langeindsestraat ten zuiden van Ommeren en de N320
- Bikkelsweg - ten zuiden van Ommeren, verbindt de Ommerenveldseweg met de Harensestraat
- Bloembosweg - langs het Lingemeer
- Canadalaan - zijstraat van de dokter Guepinlaan
- De Akker - doodlopende weg, zijstraat van de Langeindsestraat ten zuiden van de provinciale weg
- Dokter Guepinlaan - Guepin was huisarts van 1939-1971 en was in de oorlogsjaren actief in het verzet. In de reeks Betuwse monografieën verscheen Uit het leven van een dorpsdokter bij de Historische Kring Kesteren e.o. De weg gaat over in de Voorstraat richting Lienden (Buren)
- Groenejagerstraat - zijweg van de Zijveling
- Harensestraat - buitenweg in het Ommerenveld
- Het Voorburg - verbindt de Canadalaan met de Guepinlaan
- Hogestraat - zijstraat van de N320 sluit in noordelijke richting aan op de Voorstraat
- Kerkstraat - vanuit het noordwesten in het verlengde van de Culekampseweg lopende weg, gaat aan de oostzijde van Ommeren over in de Guepinlaan
- Langeindsestraat - straat in het Ommerenveld
- Ommerenveldseweg - ten zuiden van Ommeren en de provinciale weg
- Ooievaar - ooievaar
- Provincialeweg - N320
- Spilbergen - sluit aan op de Harensestraat
- Zijveling - zijweg van de N320 die in zuidelijke richting naar het Lingemeer loopt

## Lijst van straten inRavenswaaij
- Donkerstraat - vanuit Ravenswaaij in zuidwestelijke richting naar Zoelmond
- Engweg - zuidoost van Ravenswaaij, van de Ravenswaaijsesteeg naar de Maatsteeg
- Lekbandijk - de winterdijk of bandijk is de dijk op grotere afstand langs een rivier die bij hoge afvoeren overstroming van omliggende gebieden voorkomt en de rivier in het stroomprofiel houdt, in dit geval de rivier de Lek.
- Maatsteeg - vanuit Ravenswaaij richting de provinciale weg N320.
- Prinses Margrietstraat - prinses Margriet der Nederlanden
- Rozenstraat - zijweg van de Maatsteeg, doodlopend richting de Lekbandijk
- Ravenswaaijsesteeg - van de Lekbandijk in zuidelijke richting, kruist met een viaduct de N320

## Lijst van straten inRijswijk
- Baron van Brakellstraat - mr. Diederik Louis baron van Brakell tot den Brakell (1768-1852), heer van Vredestein en Over- en Nederasselt, lid Tweede Kamer der Staten-Generaal, heemraad van Neder-Betuwe
- De Heuvel - het deel van de N329 dat over de dijk langs Rijswijk en het Amsterdam-Rijnkanaal loopt
- Hoekenburgplein - tussen de Irenestraat en de Middelweg.
- Hoendersteeg - van de Westkanaalweg langs het Amsterdam-Rijnkanaal in zuidoostelijke richting naar de N320
- Kerkstraat - de Nederlands-hervormde Martinuskerk gebouwd in Gelders-Nederrijnse stijl.
- Korte Bosstraat - van de Bosstraat naar de prinses Irenestraat
- Langsstraat - loopt langs de Irenestraat naar De Heuvel
- Lekbandijk - de winterdijk of bandijk is de dijk op grotere afstand langs een rivier die bij hoge afvoeren overstroming van omliggende gebieden voorkomt en de rivier in het stroomprofiel houdt, in dit geval de rivier de Lek.
- Loswal - zijstraat van de Rijnbandijk. Schepen werden gelost op de zijarm van de Nederrijn
- Maatsteeg - van Ravenswaaij naar de Westkanaalweg
- Middelweg - van de Irenestraat naar de N229
- Nobelstraat - tussen de Kerkstraat en de Irenestraat
- Prinses Irenestraat - prinses  Irene van Lippe-Biesterfeld
- Prinses Margrietstraat - prinses Margriet der Nederlanden
- Prinses Marijkesluisweg - prinses Christina der Nederlanden
- Rijnbandijk - winterdijk of bandijk langs de rivier de Rijn die bij hoge afvoeren overstroming van omliggende gebieden voorkomt en de rivier in het stroomprofiel houdt.
- Rijswijkseveldweg - weg in het Rijswijkse veld
- Roodvoet - doodlopende zijstraat van de Rijnbandijk, genoemd naar de steenfabriek Roodvoet
- Zandbergseweg - verbindt de Ravenswaaijsesteeg met de noordoost gelegen Westkanaalweg

## Lijst van straten inZoelen
- Achterstraat - straat die bijna noord-zuid door Zoelen loopt
- Avezaathsesteeg - naar Kerk-Avezaath
- Beemdsestraat - Een beemd is het toponiem (veldnaam) dat, onder meer in, zowel Nederlands en Vlaams, Brabant en Limburg gebruikt wordt om graslandpercelen in een beekdal aan te duiden, soms ook gespeld als bempt, bempd, bampd, enzovoort.
- Broeksteeg - van de Hogestraat naar de Westkanaalweg langs het Amsterdam-Rijnkanaal
- Burensedijk - richting Buren
- De Soel - doodlopende zijstraat van de Uiterdijk
- Delakkerstraat - veldnaam Delakkers
- Grote Brugse Grintweg - brug over rivier de Linge
- Heeskampsesteeg - De Heeskamp was een boerderij
- Hogestraat - vanuit Zoelen in noordwestelijke richting
- Huisgardsesteeg - boerderij De Huisgarden
- Jeudestraat - adellijke familie van Lidth de Jeude
- Kattegat - verbindt de Jeudestraat met de Achterstraat
- Kerkstraat - verbindt de Uiterdijk met de Achterstraat
- Koopsestraat - van de Mauriksestraat naar het zuidwesten waar de weg uitkomt op de Oost Kanaalweg (Amsterdam-Rijnkanaal)
- Koornbroeksteeg - Koornbroek was een blok uit het Avezaathse tiend
- Langesteeg - tussen Broeksteeg en Parkstraat
- Lingeweg - rivier de Linge
- Mauriksestraat - Maurik (dorp)
- Meergraaf - kanaal in de buurt van Hernen
- Molenstraat - Aan de Molenstraat staat De Korenbloem, een korenmolen waarmee nog steeds graan wordt gemalen.
- Nieuweweg - zijweg van de West Kanaalweg
- Ommerwal - genoemd naar het dorp Ommeren
- Parallelweg - loopt parallel aan de zuidzijde gelegen A15
- Parkstraat - in het verlengde van de Burensedijk en sluit aan op de noordoostelijker liggende Retsestraat
- Retsestraat - van de Parkstraat naar de noordelijk gelegen viaduct over de N835
- Retsezijstraat - zijstraat van de Retsestraat
- Rijswijksesteeg - naar Rijswijk (Gelderland)
- Schoutstraat - doodlopende zijstraat van de Vergardestraat
- Schuttersteeg - van de Broeksteeg in de richting van de westelijker stromende Mauriksche Wetering
- Streimensesteeg -verbinding tussen de Langesteeg en de Nieuweweg
- Terweistraat - van de Uiterdijk maakt de straat een bocht naar het noorden en komt meer oostelijk weer uit op de Uiterwijk
- Uiterdijk - een uiterdijk is een stuk buitendijks land
- Vergardestraat - De veldnaam vergarde is een synoniem voor boomgaard.
- Wethouder van den Burgstraat -
- Zoelense Zandweg - richting Zoelen
- Zoelensestraatje - Zoelen

## Lijst van straten inZoelmond
- Beneden Molenweg - deel van de Molenweg bij Beusichem
- De Hoek - doodlopende zijweg van de Dorpsstraat
- Dorpsstraat - loopt vanuit de richting Beusichem komend, door tot het Plein van Zoelmond
- Eikenlaan - eikenboom, de weg ligt tussen de Groeneweg en de Lijsterbeslaan
- Fazantenstraat - fazant, vogelsoort
- Groeneweg - loopt bijna evenwijdig aan de Dorpsstraat door naar de Fazantenstraat
- Haardijk - sluit zuidelijk van de N320 aan op de Culemborgseweg
- Hennisdijk - verbindt de N833 met het natuurgebied bij Buren (stad)
- Hoogeinde - Voorheen bestond de gemeente Beusichem uit de dorpen Beusichem en Zoelmond. De doorgaande route kende twee voornaamste invalswegen, namelijk het Einde in Beusichem en het Hoogeinde in Zoelmond (om onderscheid te maken).
- Kloosterlaan - verbindt het Kochpad met de Haardijk binnen de bebouwde kom van Zoelmond
- Kochpad - vanuit Zoelmond in zuidwestelijke richting en sluit aan op de Engsteeg
- Lijsterbeslaan - lijsterbes, loofboom
- Maatstraat - zijstraat van de N320 naar de zuidoostelijk gelegen Haardijk
- Plein - centrale plein in Zoelmond
- Ridderhof - tussen de Ridderstraat en de Fazantenstraat
- Schaardijkseweg - Een schaardijk is een winterdijk, die in tegenstelling tot een normale winterdijk direct aan het zomerbed ligt.
- Schoolstraat - in het verlengde van de Haardijk, richting het noordelijker gelegen Plein.